# Grand Lake (Colorado)
Grand Lake város az Amerikai Egyesült Államok Colorado államában, Grand megyében. Lakosainak száma 410 fő (2020. április 1.).

## Népesség
A település népességének változása:
| Lakosok száma | 447  | 471  | 410  |
|               | 2000 | 2010 | 2020 |